# Allen Rossum
Allen Rossum (født 22. oktober 1975) er en tidligere amerikansk fodbold-spiller fra USA, der spillede for flere forskellige klubber i NFL over en periode på 12 år. Han spillede positionen cornerback.